# Orocó
Orocó est une municipalité brésilienne située dans l'État du Pernambouc.